# Entephria punctatissima
Entephria punctatissima là một loài bướm đêm trong họ Geometridae.